# 湖南永州法院枪击案

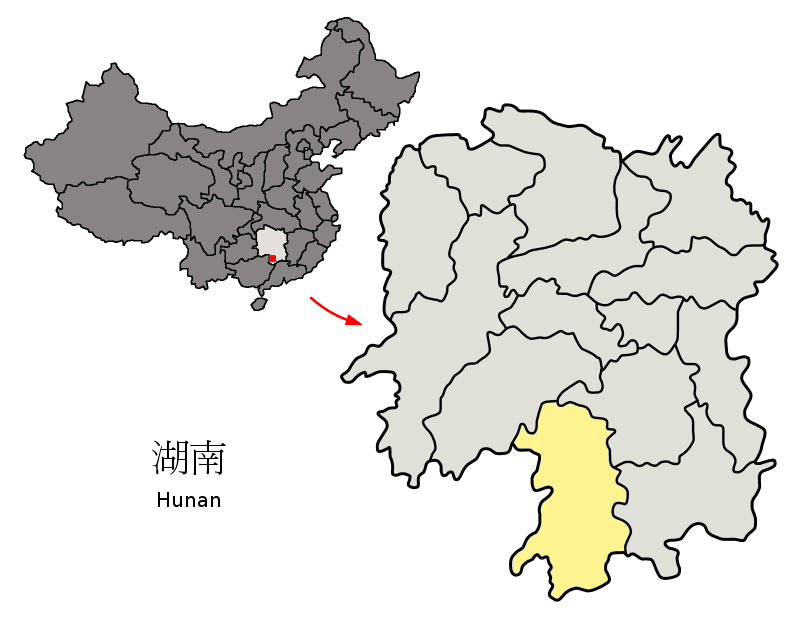
永州在湖南的位置

湖南永州法院枪击案是指2010年6月1日发生在湖南省永州市零陵区法院的枪击案件，当时一名男子携带一挺冲锋枪及另外两件武器进入法院，直接冲进庭审现场向正在审案的法官和工作人员扫射。事件造成法庭內3名法官死亡，3位工作人員受傷，凶手当场自杀身亡。

## 背景

### 凶犯
当时46岁的朱军为零陵区邮政分局保安队长，已有一个正在部队服役的儿子，他在三年之前与爱人离异。

### 作案动机
根据中共永州市委新闻网，朱军是报复杀人，报复法院在裁决他与妻子的离婚案时他所认为的判决不公，对法院产生怨恨。此前，朱军得知自己身患癌症，情绪曾经十分低落。而朱军枪杀的法官并不是参与他的离婚案判决的法官。

## 經過
2010年6月1日上午7点30分左右，朱军来到邮政分局保安队，找到保安队副队长，谎称要去市邮政局验枪，领取一支微型冲锋枪、两支手枪。
上午9时50分左右，他带着枪冲进零陵区法院，在4楼办公室看见正在研究案子的几位法官，便进行扫射，当场造成三名法官死亡、三名法官受伤。随后，朱军饮弹自尽。

## 反響

### 网民
永州市法院杀人事件发生后，中国大陆网民进行了热烈的讨论。不少网民对事件大表开心，甚至发出“咱们老百姓，今儿真高兴”这类的留言。网民的跟贴包括：“没有无缘无故杀人，也没有无缘无故被杀”；“在血淋淋的事实前，中国的法官该反省一下了”。不过，也有不少网民谴责暴力，呼吁事件应得到理性解决。当局后来限制了对这次事件的新闻报道和网上讨论。

### 学者分析
北京理工大学教授胡星斗在分析这次案件的社会背景时说，目前中国大陆的司法已经失去了人民群众的信任。他指出，司法不公是社会上一个主要问题，导致保护民众的最后一道防线也失守。
维权网站民生观察负责人刘飞跃指出，近年在人大、政协两会期间，司法部门的年度工作报告，也不能得到全部人大代表的通过，这便说明了司法公信力正在下降。同时也认为，社会上对这名凶手存在着的同情与英雄论，是扭曲了正义一词的应有演绎。

### 網絡審查
根據紐約時報，有關襲擊的消息曾在當時受到中华人民共和国的网络审查。中國政府以擔心模仿犯罪為由，下令主要新聞入口網站刪除對此事件的提及。

## 伤亡名单

### 死亡
- 赵沪宁，水口山法庭庭长
- 蒋启东，水口山法庭副庭长
- 谭斌，珠山法庭副庭长
- 朱军，本事件犯罪嫌疑人

### 受伤
- 黄岚，审管办法官
- 欧阳毅，水口山书记员
- 伍晓辉，水口山书记员